# Quỹ thị trường tiền tệ
Quỹ thị trường tiền tệ (cũng được gọi là quỹ hỗ trợ thị trường tiền tệ) là một quỹ hỗ trợ tương hỗ có dạng mở, đầu tư vào các chứng khoán nợ ngắn hạn như kho bạc Hoa Kỹ và thương phiếu. Các quỹ thị trường tiền tệ được quản lý với mục tiêu duy trì giá trị tài sản cố định cao thông qua các khoản đầu tư có tính thanh khoản, đồng thời trả thu nhập cho các nhà đầu tư dưới hình thức cổ tức. Mặc dù họ không được bảo đảm để chống lại tổn thất, nhưng tổn thất thực tế khá là hiếm.

Được quy định ở Hoa Kỳ theo Đạo luật Công ty Đầu tư năm 1940 và ở châu  u theo quy định 2017/1131, các quỹ thị trường tiền tệ là những nhà cung cấp thanh khoản quan trọng của các trung gian tài chính.

## Giải thích
Các quỹ thị trường tiền tệ tìm cách hạn chế khả năng chịu tổn thất do rủi ro tín dụng, thị trường và thanh khoản. Các quỹ thị trường tiền tệ ở Hoa Kỳ được quy định bởi Ủy ban Chứng khoán và Giao dịch (SEC) theo Đạo luật Công ty Đầu tư năm 1940. Quy tắc 2a-7 của đạo luật này hạn chế chất lượng, kỳ hạn và tính đa dạng của đầu tư bởi các quỹ thị trường tiền tệ. Theo đạo luật này, một quỹ tiền tệ chủ yếu mua khoản nợ được xếp hạng cao nhất, cái mà kỳ hạn dưới 13 tháng. Danh mục đầu tư phải duy trì thời gian đáo hạn bình quân (WAM) từ 60 ngày trở xuống và không đầu tư hơn 5% vào trong bất kỳ tổ chức phát hành nào, ngoại trừ chứng khoán chính phủ và các thỏa thuận mua lại.

Chứng khoán mà các thị trường tiền tệ có thể đầu tư bao gồm thương phiếu, các hợp đồng mua lại, trái phiếu ngắn hạn và các quỹ tiền tệ khác. Các chứng khoán thị trường tiền tệ phải có tính thanh khoản cao và chất lượng cao nhất.

## Lịch sử hình thành
Năm 1971, Bruce R.Bent và Henry B.R.Brown thành lập quỹ thị trường tiền tệ đầu tiên. Nó được đặt tên theo Quỹ Dự trữ và được cung cấp cho các nhà đầu tư quan tâm đến việc bảo toàn tiền mặt và kiếm một tỷ suất lợi nhuận nhỏ. Một số quỹ khác được thành lập trong thời gian ngắn và thị trường đã phát triển đáng kể trong vài năm tới. Các quỹ thị trường tiền tệ được cho là phổ biến quỹ tương hỗ nói chung cái mà cho đến thời điểm đó, vẫn chưa được sử dụng rộng rãi.
Các quỹ thị trường tiền tệ ở Hoa kỳ đã đưa ra một giải pháp cho những hạn chế của Quy định Q, vào thời điểm đó cấm các khoản tiền gửi không kỳ hạn và giới hạn lãi suất trên các loại tài khoản ngân hàng khác ở mức 5,25%. Do đó, các quỹ thị trường tiền tệ được tạo ra thay thế cho các khoản vay ngân hàng.

Vào những năm 1990, lãi suất ngân hàng ở Nhật Bản gần bằng không trong một thời gian dài. Để tìm kiếm lợi suất cao hơn từ những tỷ lệ thấp này trong tiền gửi ngân hàng, các nhà đầu tư đã sử dụng các quỹ thị trường tiền tệ thay cho các tiền gửi ngắn hạn. Tuy nhiên, một số quỹ thị trường tiền tệ đã mất giá trị ổn định vào năm 2001 bởi vì sự phá sản của Enron, trong đó một số quỹ Nhật Bản đã đầu tư vào và các nhà đầu tư bỏ chạy vào các tài khoản ngân hàng được chính phủ bảo đảm. Kể từ đó, tổng giá trị của thị trường tiền tệ vẫn ở mức thấp.

Các quỹ thị trường tiền tệ ở châu  u luôn có mức đầu tư vốn thấp hơn so với ở Hoa Kỳ hoặc Nhật Bản. Các quy định ở EU luôn thúc đẩy các nhà đầu tư sử dụng các ngân hàng hơn là các quỹ thị trường tiền tệ cho các khoản gửi ngắn hạn.

## Vỡ buck
Các quỹ thị trường tiền tệ tìm kiếm một giá trị tài sản ròng (NAV) ổn định trên mỗi đơn vị cổ phiếu (thường là 1.00 đô la ở Hoa Kỳ); họ đặt mục tiêu không bao giờ mất tiền. 1,00 đô la được duy trì thông qua việc tuyên bố cổ tức cho các cổ đông, thường là hàng ngày, với số tiền bằng với thu nhập ròng của quỹ. Nếu NAV của quỹ giảm xuống dưới 1,00 đô la, người ta nói rằng quỹ đó đã "phá sản". Đối với các quỹ tiền đã đăng ký với SEC, việc duy trì NAV cố định 1,00 đô la thường được thực hiện theo một điều khoản theo Quy tắc 2a-7 của Đạo luật 40 cho phép quỹ định giá các khoản đầu tư của mình theo giá phân bổ thay vì giá trị thị trường, với điều kiện một số điều kiện được duy trì. Một trong những điều kiện như vậy liên quan đến việc tính toán kiểm tra bên đối với NAV sử dụng giá trị thị trường của các khoản đầu tư của quỹ. Giá trị khấu hao được công bố của quỹ không được vượt quá giá trị thị trường này quá 1/2% trên mỗi cổ phiếu, một so sánh thường được thực hiện hàng tuần. Nếu phương sai vượt quá 0,005 đô la cho mỗi cổ phiếu, quỹ có thể được coi là đã phá vỡ đồng tiền và các nhà quản lý có thể buộc nó phải thanh lý.

Vỡ buck hiếm khi xảy ra. Tính đến cuộc khủng hoảng tài chính năm 2008, chỉ có ba quỹ tiền tệ đã phá vỡ đồng tiền trong lịch sử 37 năm của quỹ tiền tệ.
Thật quan trọng để lưu ý là, trong khi các quỹ thị trường tiền tệ thường được quản lý theo cách khá an toàn, sẽ có nhiều thất bại hơn trong giai đoạn này nếu các công ty cung cấp quỹ thị trường tiền tệ không tham gia khi cần thiết để hỗ trợ quỹ của họ (bằng cách rót vốn để hoàn trả các tổn thất về an ninh) và tránh để các quỹ bị phá vỡ. Điều này được thực hiện bởi vì chi phí dự kiến cho doanh nghiệp từ việc cho phép giá trị quỹ giảm xuống - đối với những khách hàng bị mất và danh tiếng - lớn hơn số tiền cần thiết để bảo lãnh.

Quỹ tương hỗ thị trường tiền tệ đầu tiên đã phá vỡ đồng tiền này là quỹ đa tài trợ đầu tiên cho thu nhập hàng ngày (FMDI) vào năm 1978, thanh lý và điều chỉnh NAV ở mức 94 xu trên mỗi đơn vị  cổ phiếu. Một lập luận đã được đưa ra rằng FMDI về mặt kỹ thuật không phải là một quỹ thị trường tiền tệ vì tại thời điểm thanh lý, kỳ hạn trung bình của chứng khoán trong danh mục đầu tư của nó đã vượt quá hai năm. Tuy nhiên, các nhà đầu tư tiềm năng đã được thông báo rằng FMDI sẽ đầu tư "chỉ vào các nghĩa vụ THỊ TRƯỜNG TIỀN TỆ ngắn hạn (30-90 ngày)". Hơn nữa, quy tắc hạn chế thời gian đáo hạn mà các quỹ thị trường tiền tệ được phép đầu tư vào, Quy tắc 2a-7 của Đạo luật Công ty Đầu tư năm 1940, đã không được ban hành cho đến năm 1983. Trước khi thông qua quy tắc này, một quỹ tương hỗ đã phải thực hiện ngoài việc tự thể hiện mình như một quỹ thị trường tiền tệ, mà FMDI đã làm. Để tìm kiếm lợi suất cao hơn, FMDI đã mua các chứng khoán có thời gian đáo hạn ngày càng dài, và lãi suất tăng đã tác động tiêu cực đến giá trị danh mục đầu tư của mình. Để đáp ứng lượng mua lại ngày càng tăng, quỹ đã buộc phải bán chứng chỉ tiền gửi với mức lỗ 3%, dẫn đến việc điều chỉnh lại NAV và trường hợp đầu tiên của quỹ thị trường tiền tệ "phá vỡ tỷ giá"

Ngân hàng Cộng đồng Quỹ Chính phủ Hoa Kỳ đã phá vỡ đồng tiền vào năm 1994, trả cho các nhà đầu tư 96 xu cho mỗi cổ phiếu. Đây chỉ là thất bại thứ hai trong lịch sử 23 năm của quỹ tiền tệ và không có thất bại nào tiếp theo trong 14 năm. Quỹ đã đầu tư một tỷ lệ lớn tài sản của mình vào các chứng khoán có lãi suất điều chỉnh. Khi lãi suất tăng, các chứng khoán lãi suất thả nổi này mất giá. Quỹ này là quỹ tiền tổ chức, không phải quỹ bán lẻ, do đó các cá nhân không bị ảnh hưởng trực tiếp.

Không có thêm thất bại nào xảy ra cho đến tháng 9 năm 2008, một tháng đã chứng kiến những sự kiện hỗn loạn đối với các quỹ tiền tệ. Tuy nhiên, như đã nói ở trên, những thất bại khác chỉ được ngăn chặn bằng cách rót vốn từ các nhà tài trợ quỹ.

## Tháng 9 năm 2008
Các quỹ thị trường tiền tệ ngày càng trở nên quan trọng đối với thị trường tiền bán buôn dẫn đến khủng hoảng. Việc họ mua các chứng khoán được bảo đảm bằng tài sản và tài trợ quy mô lớn cho khoản nợ ngắn hạn bằng đồng đô la Mỹ của các ngân hàng nước ngoài đưa các khoản tiền này vào vị trí quan trọng trên thị trường.

Tuần từ ngày 15 tháng 9 năm 2008 đến ngày 19 tháng 9 năm 2008, rất hỗn loạn đối với các quỹ tiền tệ và một phần quan trọng của thị trường tài chính sôi sục.

### Các sự kiện
Vào thứ hai, ngày 15 tháng 9 năm 2008, Lehman Brothers Holdings Inc. đã nộp đơn xin phá sản. Vào thứ ba, ngày 16 tháng 9 năm 2008, Quỹ Dự trữ Chính đã phá vỡ đồng tiền khi cổ phiếu của nó giảm xuống còn 97 xu sau khi xóa nợ do Lehman Brothers phát hành.
Sự lo lắng liên tục của các nhà đầu tư do Lehman Brothers phá sản và các rắc rối tài chính đang chờ xử lý khác đã gây ra các khoản tiền mua lại đáng kể từ các quỹ tiền tệ nói chung, khi các nhà đầu tư mua lại các khoản nắm giữ của họ và các quỹ buộc phải thanh lý tài sản hoặc áp đặt các giới hạn cho việc mua lại. Cho đến thứ tư, ngày 17 tháng 9 năm 2008, các quỹ tổ chức chính đã chứng kiến những đợt mua lại đáng kể. Các quỹ bán lẻ đã chứng kiến dòng vốn ròng 4 tỷ đô la, trong đó dòng vốn ròng chảy ra từ tất cả các quỹ là 169 tỷ đô la đến 3,4 nghìn tỷ đô la (5%).

Đáp lại, vào thứ Sáu, ngày 19 tháng 9 năm 2008, Bộ Tài chính Hoa Kỳ đã công bố một chương trình tự chọn để "đảm bảo việc nắm giữ bất kỳ quỹ tương hỗ nào đủ điều kiện trên thị trường tiền tệ được cung cấp công khai - cả bán lẻ và tổ chức - trả một khoản phí để tham gia vào chương trình". Bảo hiểm đảm bảo rằng nếu một quỹ được bảo hiểm bị phá vỡ buck, nó sẽ được khôi phục thành 1 đô la NAV. Chương trình tương tự như FDIC, ở đó nó đảm bảo các khoản nắm giữ giống như tiền gửi và tìm cách ngăn các dòng tiền chạy vào ngân hàng. Khoản bảo lãnh được hỗ trợ bởi tài sản của Quỹ Bình ổn Hối đoái của Bộ Tài chính, lên đến tối đa 50 tỷ đô la. Chương trình này chỉ bao gồm các tài sản được đầu tư vào quỹ trước ngày 19 tháng 9 năm 2008 và những người bán cổ phiếu, chẳng hạn như trong thời kỳ thị trường sụp đổ sau đó và đưa tài sản của họ vào quỹ tiền, sẽ gặp rủi ro. Chương trình ngay lập tức ổn định hệ thống và ổn định dòng tiền ra, nhưng đã thu hút sự chỉ trích từ các tổ chức ngân hàng, bao gồm cả Hiệp hội Ngân hàng Cộng đồng Độc lập của Hoa Kỳ và Hiệp hội Nhân viên Ngân hàng Hoa Kỳ, những người dự kiến tiền sẽ rút ra khỏi tiền gửi ngân hàng và chuyển vào các quỹ tiền mới được bảo hiểm, vì những quỹ sau này sẽ kết hợp lợi suất cao hơn với bảo hiểm. Chương trình bảo lãnh kết thúc vào ngày 18 tháng 9 năm 2009, không bị lỗ và tạo ra 1,2 tỷ đô la doanh thu từ phí tham gia.

### Phân tích
Khủng hoảng, sau cùng trở thành đã trở thành chất xúc tác cho Đạo luật Ổn định Kinh tế Khẩn cấp năm 2008, gần như phát triển thành một cuộc chạy đua với các quỹ tiền tệ: việc mua lại gây ra sự sụt giảm nhu cầu về thương phiếu, ngăn cách công ty lăn lộn với các khoản nợ ngắn hạn của họ, có khả năng gây ra khủng hoảng thanh khoản cấp tính: nếu các công ty không thể phát hành khoản nợ mới để trả nợ đáo hạn, và không có tiền mặt để trả, họ sẽ vỡ nợ và có thể phải nộp đơn phá sản. Do đó, người ta lo ngại rằng cuộc chạy đua có thể gây ra phá sản trên diện rộng, vòng xoáy giảm phát nợ và thiệt hại nghiêm trọng cho nền kinh tế thực, như trong cuộc Đại suy thoái.

Nhu cầu giảm dần dẫn đến một "cuộc đình công của người mua", khi mà quỹ tiền tệ không thể (vì mua lại) hoặc sẽ không (vì sợ mua lại) mua thương phiếu, khiến lợi suất tăng đáng kể: từ khoảng 2% tuần trước đến 8%, và các quỹ đưa tiền của họ vào Kho bạc, khiến lợi suất của họ về gần 0%.
Đây là một ngân hàng hoạt động theo nghĩa là có sự không khớp về thời gian đáo hạn, và do đó quỹ tiền là một "ngân hàng ảo": tài sản của quỹ tiền tệ, trong khi ngắn hạn, nhưng thường có kỳ hạn vài tháng, trong khi nhà đầu tư có thể yêu cầu. mua lại bất kỳ lúc nào, mà không cần chờ đợi các nghĩa vụ đến hạn. Do đó, nếu có nhu cầu mua lại đột ngột, tài sản có thể bị thanh lý trong một đợt bán tháo, làm giảm giá bán của chúng.
Một cuộc khủng hoảng trước đó đã xảy ra vào năm 2007–2008, khi nhu cầu về thương phiếu được hỗ trợ bằng tài sản giảm xuống, gây ra sự sụp đổ của một số phương tiện đầu tư có cấu trúc. Kết quả của các sự kiện, Quỹ Dự trữ đã thanh lý, trả cho các cổ đông 99,1 xu cho mỗi cổ phiếu.

### Số liệu thống kê
Viện Công ty Đầu tư báo cáo thống kê về quỹ tiền hàng tuần như một phần của thống kê quỹ tương hỗ, là một phần của thống kê ngành, bao gồm tổng tài sản và dòng chảy ròng, cho cả quỹ tổ chức và quỹ bán lẻ. Nó cũng cung cấp các báo cáo hàng năm trong ICI Fact Book.

Cuối năm 2011. có 632 quỹ thị trường tiền tệ đang hoạt động với tổng tài sản gần 2,7 nghìn tỉ đô la. Trong số 2,7 nghìn tỷ đô la này, các quỹ thị trường tiền tệ bán lẻ có 940 tỷ đô la trong Tài sản đang được Quản lý (AUM). Các quỹ tổ chức có 1,75 nghìn tỷ đô la được quản lý.

## Các loại và kích cỡ của các quỹ tiền tệ
Tại Hoa Kỳ, ngành công nghiệp quỹ và tổ chức thương mại lớn nhất của nó, Viện Công ty Đầu tư, thường phân loại quỹ tiền thành loại chiến lược đầu tư: Chính phủ, Kho bạc hoặc Miễn thuế cũng như kênh phân phối / nhà đầu tư: Tổ chức hoặc Bán lẻ.

### Quỹ tiền chính
Một quỹ đầu tư nói chung vào nợ có tỷ lệ thay đổi và thương phiếu của các tập đoàn và chứng khoán của chính phủ và các cơ quan Hoa Kỳ. Có thể được coi là của bất kỳ quỹ tiền nào không phải là quỹ Kho bạc hoặc quỹ miễn thuế.

### Các quỹ tiền tệ của Chính phủ và kho bạc
Một quỹ tiền tệ Chính phủ (kể từ khi phát hành quy tắc ngày 24 tháng 7 năm 2014 của SEC) là quỹ đầu tư ít nhất 99,5% tổng tài sản của mình bằng tiền mặt, chứng khoán chính phủ và / hoặc các thỏa thuận mua lại được "thế chấp hoàn toàn" (tức là được thế chấp bởi tiền mặt hoặc chứng khoán chính phủ). Quỹ Kho bạc là một loại quỹ tiền của chính phủ đầu tư vào các Hối phiếu, Trái phiếu và Trái phiếu Kho bạc Hoa Kỳ.

### Quỹ tiền tệ được miễn thuế
Quỹ đầu tư chủ yếu vào các nghĩa vụ của các khu vực pháp lý tiểu bang và địa phương ("chứng khoán thành phố") thường được miễn Thuế Thu nhập Liên bang Hoa Kỳ (và ở một mức độ nào đó là thuế thu nhập của tiểu bang).

### Quỹ tiền tổ chức
Các quỹ tiền của tổ chức là khoản đầu tư tối thiểu cao, loại chia sẻ chi phí thấp được tiếp thị cho các tập đoàn, chính phủ hoặc công ty con. Chúng thường được thiết lập để tiền được chuyển đến chúng qua đêm từ các tài khoản hoạt động chính của công ty. Các chuỗi quốc gia lớn thường có nhiều tài khoản với các ngân hàng trên toàn quốc, nhưng bằng phương pháp điện tử kéo phần lớn tiền gửi vào quỹ thị trường tiền tệ tập trung.

### Quỹ tiền tệ bán lẻ
Các quỹ tiền bán lẻ được cung cấp chủ yếu cho các cá nhân. Các quỹ thị trường tiền tệ bán lẻ nắm giữ khoảng 33% tổng tài sản của quỹ thị trường tiền tệ.

Lợi tức quỹ thường cao hơn một chút so với tài khoản tiết kiệm ngân hàng, nhưng tất nhiên đây là những sản phẩm khác nhau với những rủi ro khác nhau (ví dụ: tài khoản quỹ tiền không được bảo hiểm và không phải là tài khoản tiền gửi). Vì các quỹ Bán lẻ thường có nhu cầu phục vụ cao hơn và do đó có chi phí cao hơn các quỹ Tổ chức, lợi tức của chúng thường thấp hơn các quỹ Tổ chức.
Các sửa đổi quy tắc của SEC được phát hành ngày 24 tháng 7 năm 2014, đã 'cải thiện' định nghĩa về quỹ bán lẻ thành quỹ có các chính sách và thủ tục được thiết kế hợp lý để giới hạn cổ đông của nó là thể nhân.

### Quy mô quỹ tiền tệ
Tổng tài sản ròng gần đây của ngành Quỹ Hoa Kỳ như sau: tổng tài sản ròng 2,6 nghìn tỷ đô la: 1,4 nghìn tỷ đô la trong quỹ tiền Prime, 907 tỷ đô la trong quỹ tiền Kho bạc, 257 tỷ đô la được miễn thuế. Tổng tài sản của Tổ chức lớn hơn Bán lẻ khoảng 2:1. 

Quỹ tiền tổ chức lớn nhất là Quỹ Thị trường tiền tệ JPMorgan Prime, với tài sản hơn 100 tỷ đô la Mỹ. Trong số các công ty lớn nhất cung cấp quỹ tiền tổ chức là BlackRock, Western Asset, Federated Investors, Bank of America, Dreyfus, AIM và Evergreen (Wachovia).

Quỹ tương hỗ thị trường tiền tệ lớn nhất là Quỹ Thị trường Tiền tệ Liên bang Vanguard (Nasdaq: VMFXX), với tài sản vượt quá 120 tỷ đô la Mỹ. Các nhà cung cấp quỹ tiền lẻ lớn nhất bao gồm: Fidelity, Vanguard và Schwab.

## Các khoản đầu tư tương tự

### Tài khoản thị trường tiền tệ
Các ngân hàng ở Hoa Kỳ cung cấp các tài khoản tiết kiệm và khoản gửi thị trường tiền tệ, nhưng nhưng không nên nhầm lẫn những tài khoản này với quỹ tương hỗ tiền tệ. Các tài khoản ngân hàng này mang lại lợi suất cao hơn so với các tài khoản tiết kiệm sổ tiết kiệm truyền thống, nhưng thường có yêu cầu số dư tối thiểu cao hơn và giao dịch hạn chế. Tài khoản thị trường tiền tệ có thể đề cập đến quỹ tương hỗ thị trường tiền tệ, tài khoản tiền gửi ngân hàng trên thị trường tiền tệ (MMDA) hoặc số dư tín dụng miễn phí quét môi giới.

### Quỹ trái phiếu siêu ngắn
Các quỹ trái phiếu siêu ngắn là quỹ tương hỗ, tương tự như quỹ thị trường tiền tệ, như tên gọi của nó, đầu tư vào trái phiếu có kỳ hạn cực ngắn. Tuy nhiên, không giống như những quỹ thị trường tiền tệ khác, không có hạn chế nào về chất lượng đầu tư họ nắm giữ. Thay vào đó, các quỹ trái phiếu siêu ngắn thường đầu tư vào các chứng khoán rủi ro hơn để tăng lợi tức của chúng. Vì những chứng khoán rủi ro cao này có thể bị biến động lớn về giá hoặc thậm chí vỡ nợ, nên các quỹ trái phiếu siêu ngắn, không giống như các quỹ thị trường tiền tệ, không tìm cách duy trì NAV 1,00 đô la ổn định và có thể mất tiền hoặc giảm xuống dưới mốc 1,00 đô la trong ngắn hạn. Cuối cùng, bởi vì họ đầu tư vào chứng khoán chất lượng thấp hơn, các quỹ trái phiếu siêu ngắn dễ bị ảnh hưởng bởi các điều kiện thị trường bất lợi như những điều kiện do cuộc khủng hoảng tài chính 2007–2010 gây ra.

### Tăng cường quỹ tiền mặt
Tăng cường quỹ tiền mặt là các quỹ trái phiếu tương tự như các quỹ thị trường tiền tệ, ở đó họ nhằm tới cung cấp tính thanh khoản và bảo toàn vốn gốc, nhưng:
- Đầu tư vào nhiều loại tài sản hơn và không đáp ứng các hạn chế của Quy tắc 2a-7 của SEC;
- Nhắm đến lợi nhuận cao hơn;
- Có ít thanh khoản hơn;
- Không đặt mục tiêu mạnh về NAV ổn định.

Tăng cường quỹ tiền mặt sẽ thường đầu tư một số danh mục đầu tư của họ vào các tài sản tương tự như quỹ thị trường tiền tệ, nhưng các quỹ khác vào các tài sản rủi ro hơn, năng suất cao hơn, ít thanh khoản hơn, chẳng hạn như:
- Trái phiếu được xếp hạng thấp hơn;
- Thời gian đáo hạn dài hơn;
- Nợ bằng ngoại tệ;
- Thương phiếu được hỗ trợ bằng tài sản (ABCP);
- Chứng khoán được đảm bảo bằng thế chấp (MBS);
- Phương tiện đầu tư có cấu trúc (SIV).

Nói chung, NAV sẽ giữ gần ở mức 1 đô la, nhưng được dự kiến sẽ dao động trên và dưới, và sẽ phá vỡ đồng tiền thường xuyên hơn.
Các nhà quản lý khác nhau nhấn mạnh khác nhau về rủi ro so với lợi tức bằng tiền mặt tăng cường - một số coi việc bảo toàn tiền gốc là điều tối quan trọng, và do đó có ít rủi ro, trong khi những người khác coi đây là trái phiếu hơn và cơ hội để tăng lợi tức mà không nhất thiết phải bảo toàn tiền gốc. Chúng thường chỉ có sẵn cho các nhà đầu tư tổ chức, không phải các nhà đầu tư nhỏ lẻ.

Mục tiêu của các quỹ tiền mặt nâng cao không thay thế các thị trường tiền tệ, mà là để phù hợp với sự liên tục giữa tiền mặt và trái phiếu - để cung cấp một khoản đầu tư có năng suất cao hơn cho tiền mặt lâu dài hơn. Có nghĩa là, trong phân bổ tài sản của một người, có sự liên tục giữa tiền mặt và các khoản đầu tư dài hạn:
- Tiền mặt - thanh khoản nhất và ít rủi ro nhất, nhưng năng suất thấp;
- Thị trường tiền tệ / các khoản tiền tương đương;
- Tăng cường tiền mặt;
- Trái phiếu dài hạn và các khoản đầu tư dài hạn không dùng tiền mặt khác - có tính thanh khoản thấp nhất và rủi ro nhất, nhưng mang lại lợi nhuận cao nhất.

Các quỹ tiền mặt tăng cường được phát triển do chênh lệch thấp trong các khoản tiền tương đương truyền thống.
Cũng có những quỹ được lập hóa đơn là "quỹ thị trường tiền tệ", nhưng không phải là quỹ 2a-7 (không đáp ứng các yêu cầu của quy tắc). Ngoài chứng khoán đủ điều kiện 2a-7, các quỹ này đầu tư vào Eurodollars và repos (thỏa thuận mua lại), có tính thanh khoản và ổn định tương tự như chứng khoán đủ điều kiện 2a-7, nhưng không được phép theo quy định.

## Rủi ro hệ thống và cải cách quy định toàn cầu

### Cải cách quy định của Hoa Kỳ
Việc tái cấu trúc các sự kiện tháng 9 năm 2008 xung quanh các quỹ thị trường tiền tệ, và hậu quả là nỗi sợ hãi, hoảng loạn, lây lan, điều hành ngân hàng cổ điển, nhu cầu khẩn cấp về hỗ trợ đáng kể từ bên ngoài, v.v. cho thấy rằng hệ thống quy định của Hoa Kỳ bao gồm việc mở rộng tín dụng cơ bản đã có những tác động đáng kể. những sai sót mà trong nhận thức muộn màng có từ ít nhất hai thập kỷ trở lại đây.
Từ lâu, người ta đã hiểu rằng các quy định xung quanh việc mở rộng tín dụng đòi hỏi mức độ toàn vẹn đáng kể trong toàn hệ thống. Trong phạm vi quy định có thể giúp đảm bảo rằng các mức độ toàn vẹn cơ bản vẫn tồn tại trong toàn bộ chuỗi, từ người đi vay đến người cho vay, và nó làm giảm việc mở rộng tín dụng tổng thể đến mức hợp lý, cuộc khủng hoảng tài chính theo từng đợt có thể được ngăn chặn.
Vào những năm 1970, các quỹ thị trường tiền tệ bắt đầu phân chia các ngân hàng khỏi sự xen kẽ cổ điển giữa người gửi tiết kiệm và người đi vay. Các khoản tiền cung cấp một liên kết trực tiếp hơn, với ít chi phí hơn. Các ngân hàng lớn được quy định bởi Hội đồng Dự trữ Liên bang và Văn phòng Kiểm soát Tiền tệ. Đáng chú ý, Fed thuộc sở hữu của các ngân hàng tư nhân lớn, và kiểm soát nguồn cung tiền tổng thể ở Hoa Kỳ. OCC nằm trong Bộ Tài chính, cơ quan này quản lý việc phát hành và duy trì khoản nợ hàng nghìn tỷ đô la của chính phủ Hoa Kỳ. Tất nhiên, khoản nợ tổng thể có liên quan đến chi tiêu liên tục của chính phủ liên bang so với biên lai thuế thực tế đang diễn ra. Không nghi ngờ gì nữa, ngành ngân hàng tư nhân, quy định ngân hàng, nợ quốc gia và chính trị chi tiêu của chính phủ đang diễn ra về cơ bản có mối liên hệ với nhau. Lãi suất phát sinh đối với nợ quốc gia tùy thuộc vào tỷ lệ ấn định của Fed, và lạm phát (tất cả đều bằng nhau) cho phép nghĩa vụ nợ cố định ngày nay được thanh toán bằng đô la rẻ hơn bao giờ hết. Cơ quan quản lý ngân hàng lớn thứ ba, được thiết kế để nhanh chóng loại bỏ các ngân hàng thất bại là Tổng công ty Bảo hiểm Tiền gửi Liên bang, một quỹ cứu trợ và cơ quan giải quyết có thể loại bỏ các ngân hàng đang thất bại, với mức gián đoạn tối thiểu cho chính ngành ngân hàng. Họ cũng giúp đảm bảo người gửi tiền tiếp tục kinh doanh với các ngân hàng sau những thất bại như vậy bằng cách bảo đảm tiền gửi của họ.
Ngay từ đầu, các quỹ thị trường tiền tệ đã thuộc thẩm quyền của SEC vì chúng có vẻ giống các khoản đầu tư (giống nhất với cổ phiếu và trái phiếu truyền thống) so với tiền gửi và cho vay (tiền và các khoản tương đương tiền thuộc lĩnh vực của các chủ ngân hàng). Mặc dù các quỹ thị trường tiền tệ khá gần gũi và thường được coi là các khoản tương đương tiền, cơ quan quản lý chính của họ, SEC, không có nhiệm vụ kiểm soát nguồn cung tiền, hạn chế mở rộng tín dụng tổng thể, giảm thiểu các chu kỳ bùng nổ và phá sản, v.v. Trọng tâm của SEC vẫn là công bố đầy đủ rủi ro, tính trung thực và liêm chính trong báo cáo tài chính và thị trường giao dịch. Sau khi tiết lộ đầy đủ, SEC sẽ thông qua, hãy để người mua cảnh giác.
Đối với nhiều nhà đầu tư bán lẻ, các quỹ thị trường tiền tệ tương tự một cách khó hiểu với tiền gửi không kỳ hạn ngân hàng truyền thống. Hầu như tất cả các quỹ thị trường tiền tệ lớn đều cung cấp dịch vụ viết séc, chuyển khoản ACH, chuyển tiền, thẻ ghi nợ và thẻ tín dụng liên quan, sao kê chi tiết hàng tháng của tất cả các giao dịch tiền mặt, bản sao séc đã hủy, v.v. Điều này làm cho tiền mặt thực sự nằm trong tài khoản của cá nhân. Với giá trị tài sản ròng được báo cáo không đổi ở mức 1,00 đô la, mặc dù phương sai giá trị thị trường của các tài sản cơ sở thực tế, ấn tượng về sự ổn định vững chắc vẫn được duy trì. Để giúp duy trì ấn tượng này, các nhà quản lý quỹ thị trường tiền tệ thường từ bỏ việc được hoàn trả các chi phí hợp pháp của quỹ hoặc cắt giảm phí quản lý của họ, trên cơ sở bất thường và không chính thức, để duy trì sự ổn định vững chắc đó.
Để chứng minh sự pha trộn và làm mờ các chức năng khác nhau giữa hoạt động ngân hàng cổ điển và hoạt động đầu tư tại các quỹ thị trường tiền tệ, một ví dụ đơn giản sẽ hữu ích. Hãy tưởng tượng chỉ có những "người gửi tiền" bán lẻ ở một đầu, và đầu kia là các tập đoàn S&P 500 đi vay thông qua thị trường thương phiếu. Người gửi tiền giả định:
- Thời gian rất ngắn (60 ngày trở xuống)
- Đa dạng hóa cực kỳ rộng rãi (hàng trăm, nếu không phải hàng nghìn vị trí)
- Các khoản đầu tư rất cao cấp.

Sau 10–20 năm ổn định, "người gửi tiền" ở đây cho rằng an toàn, và chuyển toàn bộ tiền mặt sang thị trường tiền tệ, hưởng lãi suất cao hơn.
Về phần vay, sau 10–20 năm, các công ty thuộc S&P 500 trở nên cực kỳ quen với việc kiếm tiền thông qua các thị trường tiền tệ này, vốn rất ổn định. Ban đầu, có lẽ họ chỉ vay ở những thị trường này cho nhu cầu tiền mặt mang tính thời vụ cao, họ chỉ là người đi vay ròng trong 90 ngày mỗi năm. Họ sẽ vay tại đây khi họ trải qua nhu cầu tiền mặt cao nhất của mình trong một chu kỳ hoạt động để tạm thời tài trợ cho việc tích lũy hàng tồn kho và các khoản phải thu ngắn hạn. Hoặc, họ chuyển sang thị trường cấp vốn này từ một hạn mức tín dụng quay vòng của ngân hàng cũ, được đảm bảo sẵn sàng cung cấp cho họ khi họ cần, nhưng phải được dọn sạch đến số dư bằng 0 trong ít nhất 60 ngày trong năm. Trong những tình huống này, các công ty đã có đủ vốn chủ sở hữu và tài trợ nợ khác cho tất cả các nhu cầu vốn thường xuyên của họ. Tuy nhiên, họ phụ thuộc vào những nguồn này để có sẵn cho họ, khi cần thiết, ngay lập tức hàng ngày.
Theo thời gian, "người gửi tiền" quỹ thị trường tiền tệ ngày càng cảm thấy an toàn hơn và không thực sự gặp rủi ro. Tương tự như vậy, mặt khác, các công ty đã nhìn thấy lãi suất hấp dẫn và khả năng liên tục chuyển nhượng thương phiếu ngắn hạn vô cùng dễ dàng. Sau đó, sử dụng chuyển khoản, họ tài trợ cho các nghĩa vụ dài hạn và dài hạn hơn thông qua thị trường tiền tệ. Điều này mở rộng tín dụng. Nó cũng theo thời gian rõ ràng là vay dài hạn ở một đầu, được tài trợ bởi người gửi tiền theo yêu cầu, với một số bối rối đáng kể về những gì cuối cùng đang xảy ra ở giữa.
Trong bối cảnh của cuộc khủng hoảng, hai giải pháp đã được đề xuất. Một, liên tục được hỗ trợ trong thời gian dài bởi GAO và những người khác là củng cố các cơ quan quản lý ngành tài chính của Hoa Kỳ. Một bước dọc theo đường lối này là việc thành lập Hội đồng Giám sát Ổn định Tài chính để giải quyết các vấn đề rủi ro hệ thống đã xảy ra trong quá khứ, như được minh họa bởi cuộc khủng hoảng quỹ thị trường tiền tệ ở trên, nằm gọn trong các vết nứt của các cơ quan quản lý tài chính thường trực bị cô lập. Các đề xuất hợp nhất SEC và CFTC cũng đã được đưa ra.
Giải pháp thứ hai, trực tiếp tập trung hơn vào các quỹ thị trường tiền tệ, là điều chỉnh lại chúng để giải quyết những hiểu lầm phổ biến và để đảm bảo rằng những người gửi tiền trên thị trường tiền tệ, những người được hưởng lãi suất cao hơn, hiểu thấu đáo về rủi ro thực tế mà họ đang phải gánh chịu. Những rủi ro này bao gồm tính liên kết đáng kể giữa và giữa các bên tham gia thị trường tiền tệ, và nhiều yếu tố rủi ro hệ thống đáng kể khác.
Một giải pháp là báo cáo cho "người gửi tiền" trên thị trường tiền tệ giá trị tài sản ròng thực tế, thả nổi. Tiết lộ này đã vấp phải sự phản đối mạnh mẽ của Fidelity Investments, The Vanguard Group, BlackRock, và Phòng Thương mại Hoa Kỳ cũng như những người khác. 
SEC thông thường sẽ là cơ quan quản lý để giải quyết các rủi ro đối với các nhà đầu tư do các quỹ thị trường tiền tệ thực hiện, tuy nhiên cho đến nay SEC đã bị bế tắc về mặt chính trị nội bộ. SEC được kiểm soát bởi năm ủy viên, không quá ba ủy viên trong số đó có thể là cùng một đảng chính trị. Họ cũng rất mâu thuẫn với ngành quỹ tương hỗ hiện tại, và phần lớn đã ly dị với các quy định truyền thống của ngành ngân hàng. Do đó, SEC không lo ngại về việc mở rộng tín dụng tổng thể, cung cấp tiền hoặc đưa hoạt động ngân hàng bóng tối dưới sự bảo trợ của quy định về quy định tín dụng hiệu quả.
Khi SEC bị bế tắc, Hội đồng Giám sát Ổn định Tài chính đã ban hành các cải cách thị trường tiền tệ được đề xuất của riêng mình và đe dọa sẽ tiếp tục tiến hành nếu SEC không đưa ra một giải pháp có thể chấp nhận được của riêng họ một cách kịp thời. SEC đã lập luận gay gắt rằng đây là "khu vực của họ" và FSOC nên lùi lại và để họ xử lý nó, quan điểm được chia sẻ bởi bốn cựu chủ tịch SEC, Roderick Hills, David Ruder, Richard Breeden và Harvey Pitt, và hai cựu ủy viên, Roel Campos và Paul S. Atkins.

Cải cách Hoa Kỳ: Sửa đổi Quy tắc SEC được phát hành ngày 24 tháng 7 năm 2014
Ủy ban Chứng khoán và Giao dịch (SEC) đã ban hành các quy tắc cuối cùng được thiết kế để giải quyết tính dễ bị mua lại của các quỹ tiền tệ trong thời điểm căng thẳng, cải thiện khả năng quản lý và giảm thiểu khả năng lây nhiễm từ việc mua lại như vậy và tăng tính minh bạch về rủi ro của họ, đồng thời bảo toàn, càng nhiều càng tốt, lợi ích của họ.
Có một số thành phần chính:
- NAV thả nổi yêu cầu của các quỹ tiền tổ chức phi chính phủ
- SEC đang loại bỏ quyền miễn định giá cho phép các quỹ này (mà các nhà đầu tư của họ trong lịch sử đã mua lại nhiều tiền nhất trong thời gian căng thẳng) để duy trì NAV ổn định, tức là họ sẽ phải giao dịch mua bán và mua lại theo giá trị thị trường hoặc "thả nổi "NAV, được làm tròn đến chữ số thập phân thứ tư (ví dụ: 1,0000 đô la).
- Phí và cửa

SEC đang cho phép ban giám đốc quỹ tiền tệ toàn quyền quyết định xem có áp dụng phí thanh khoản hay không nếu mức thanh khoản hàng tuần của quỹ giảm xuống dưới ngưỡng quy định bắt buộc và / hoặc tạm thời đình chỉ việc mua lại, tức là đối với các quỹ "cửa khẩu", trong những trường hợp tương tự. Những sửa đổi này sẽ yêu cầu tất cả các quỹ tiền phi chính phủ áp dụng phí thanh khoản nếu mức thanh khoản hàng tuần của quỹ giảm xuống dưới ngưỡng được chỉ định, trừ khi hội đồng quản trị của quỹ xác định rằng việc áp đặt mức phí như vậy không mang lại lợi ích tốt nhất cho quỹ.
- Những điều khoản khác

Ngoài ra, SEC đang áp dụng các sửa đổi được thiết kế để làm cho các quỹ thị trường tiền tệ linh hoạt hơn bằng cách tăng cường đa dạng hóa danh mục đầu tư của họ, tăng cường kiểm tra căng thẳng và cải thiện tính minh bạch bằng cách yêu cầu các quỹ thị trường tiền tệ báo cáo thông tin bổ sung cho SEC và cho các nhà đầu tư. Ngoài ra, kiểm tra căng thẳng sẽ được yêu cầu và trọng tâm chính sẽ được đặt vào khả năng quỹ duy trì tài sản thanh khoản hàng tuần ở mức ít nhất 10%. Cuối cùng, các sửa đổi yêu cầu cố vấn đầu tư cho một số quỹ thanh khoản lớn chưa đăng ký, có thể có nhiều đặc điểm kinh tế giống như quỹ thị trường tiền tệ, cung cấp thông tin bổ sung về các quỹ đó cho SEC.

### Cải cách quy định của EU
Song song với Cải cách của Hoa Kỳ, EU đã hoàn thành việc soạn thảo một quy định tương tự đối với sản phẩm quỹ thị trường tiền tệ.
Vào ngày 30 tháng 6 năm 2017, Quy định (EU) 2017/1131 cho quỹ thị trường tiền tệ đã được xuất bản trên Tạp chí Chính thức của Liên minh Châu  u, giới thiệu các quy tắc mới cho các MMF đặt trụ sở, quản lý hoặc tiếp thị tại Liên minh Châu  u. Điều này có hiệu lực vào tháng 3 năm 2019. Quy định giới thiệu bốn loại cấu trúc quỹ mới cho MMF: 
- MMFs giá trị tài sản ròng không đổi nợ công (CNAV) là MMFs ngắn hạn. Các quỹ phải đầu tư 99,5% vào tài sản của chính phủ. Các đơn vị trong quỹ được mua hoặc mua lại với giá cố định được làm tròn đến điểm phần trăm gần nhất.
- MMF có giá trị tài sản ròng ít biến động (LVNAV) là MMF ngắn hạn. Các khoản tiền xung quanh được mua hoặc mua lại với giá cố định miễn là giá trị của tài sản cơ bản không chênh lệch quá 0,2% (20bit /s) so với mệnh giá (tức là 1,00).
- NAV biến đổi ngắn hạn - MMFs giá trị tài sản ròng thay đổi ngắn hạn (VNAV) chủ yếu được đầu tư vào các công cụ thị trường tiền tệ, tiền gửi và các MMF khác. Các quỹ tuân theo các quy tắc thanh khoản lỏng lẻo hơn so với các quỹ CNAV và LVNAV Nợ Công. Các đơn vị trong quỹ được mua hoặc mua lại với một mức giá thay đổi được tính toán tương đương với ít nhất bốn con số quan trọng (ví dụ: 10.000,00).
- NAV biến tiêu chuẩn VNAV - MMF tiêu chuẩn phải là quỹ VNAV. Nguồn vốn chủ yếu được đầu tư vào các công cụ thị trường tiền tệ, tiền gửi và các tài sản ngắn hạn khác. Các quỹ tuân theo các quy tắc thanh khoản lỏng hơn so với các quỹ CNAV và LVNAV Nợ Công VÀ có thể đầu tư vào các tài sản có thời hạn thanh toán dài hơn nhiều. Các đơn vị trong quỹ được mua hoặc mua lại với một mức giá thay đổi được tính toán tương đương với ít nhất bốn con số quan trọng (ví dụ: 10.000,00).

Mặc dù các sản phẩm ban đầu tương tự nhau, nhưng hiện nay có sự khác biệt đáng kể giữa MMF của Hoa Kỳ và EU. Trong khi các nhà đầu tư MMF của EU chủ yếu chuyển sang các loại quỹ kế thừa, thì các nhà đầu tư vào MMF của Hoa Kỳ đã thực hiện một sự chuyển đổi lớn và bền bỉ từ Prime sang MMF của Chính phủ.
Quy định MMF của EU không đưa ra bất kỳ tham chiếu nào đến các yêu cầu xếp hạng tín dụng bên ngoài của quỹ hoặc danh mục đầu tư. Trong suốt quá trình chuyển đổi, các MMF của EU vẫn giữ nguyên xếp hạng hiện có của họ và các tổ chức xếp hạng tín dụng đã xác nhận cam kết của họ đối với các tiêu chí xếp hạng dành riêng cho MMF mà họ duy trì.

Một sự khác biệt lớn về phạm vi là, trên cơ sở tương tự, MMF của Hoa Kỳ có thể chỉ được so sánh với MMF ngắn hạn của EU.